# Rokytnice (Hrubá Skála)
Rokytnice je malá vesnice, část obce Hrubá Skála v okrese Semily. Nachází se asi 1,5 kilometru jihovýchodně od Hrubé Skály.
Rokytnice leží v katastrálním území Hrubá Skála o výměře 11,76 km².

## Historie
První písemná zmínka o vesnici pochází z roku 1323.

## Pamětihodnosti
- Přírodní rezervace Podtrosecká údolí